# Isaac Charles Parker

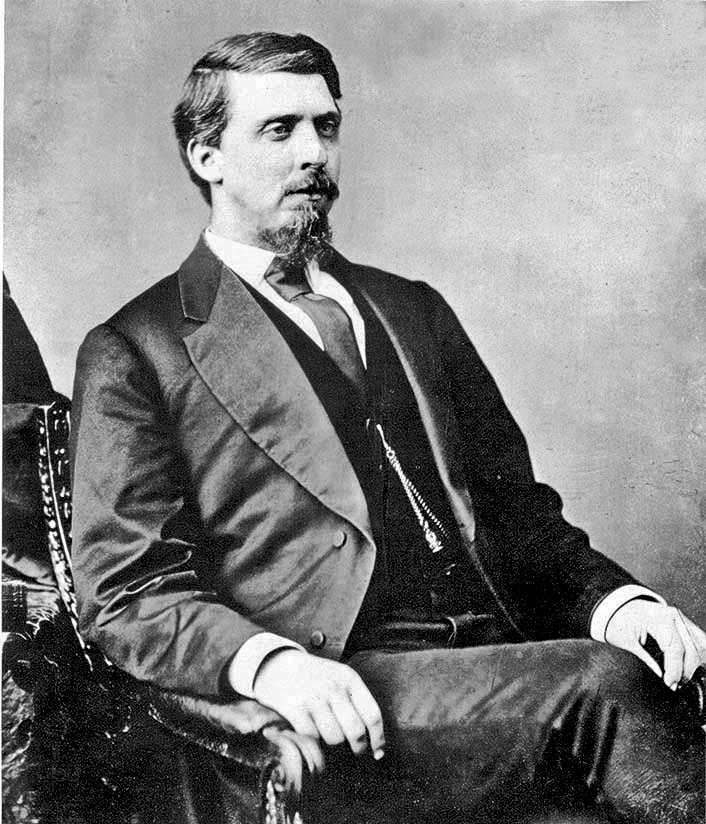
Isaac Charles Parker rond 1860/1865

Isaac Charles Parker (Barnesville (Ohio), 15 oktober 1838 – Fort Smith (Arkansas) 17 november 1896) was een Amerikaans politicus en rechter. Van 1871 tot 1875 vertegenwoordigde Parker de staat Missouri in het Huis van Afgevaardigden. Hierna werd hij aangesteld als rechter in Fort Smith in het uiterste westen van Arkansas. Hier behandelde hij 13.490 zaken met 8.500 veroordelingen. 160 mensen werden door hem ter dood veroordeeld waarvan 79 vonnissen ook daadwerkelijk werden uitgevoerd. Hij wordt daarom ook de “Hanging Judge van het Wilde Westen” genoemd.